# Temporada da NHL de 2019–20
A temporada da NHL de 2019–20 foi a 103ª temporada de operação (102ª temporada de jogo) da National Hockey League (NHL). A temporada regular começou em 2 de outubro de 2019, com os playoffs originalmente planejados para abril e as finais da Stanley Cup planejadas para junho. A temporada foi suspensa indefinidamente em 12 de março de 2020 devido à pandemia de COVID-19.
Em 22 de maio de 2020, a NHL e a Associação de Jogadores da NHL (NHLPA) concordaram com um plano para a retomada dos jogos, que previa o cancelamento do restante da temporada regular e a competição dos 12 melhores times de cada conferência (por porcentagem de pontos) em um playoffs da Stanley Cup modificado e expandido. A NHL planejava realizar esses jogos em duas arenas centralizadas: a Scotiabank Arena em Toronto e o Rogers Place em Edmonton, sem espectadores e apenas com a presença do pessoal essencial.
Os playoffs começaram em 1º de agosto de 2020 e terminaram em 28 de setembro, com o Tampa Bay Lightning derrotando o Dallas Stars em seis jogos nas finais da Stanley Cup, vencendo seu segundo título na história da franquia.

## Negócios da liga

### Acordo coletivo de trabalho
O acordo coletivo de trabalho (CBA), previamente assinado para encerrar o locaute da NHL na temporada de 2012–13, entrou em sua oitava temporada. Antes do início da temporada, tanto a NHL quanto a Associação de Jogadores da NHL (NHLPA) tinham a opção de sair do CBA em 1º de setembro e 16 de setembro de 2019, respectivamente. Se qualquer um deles tivesse optado por sair, o CBA teria expirado no final desta temporada, em vez de no final da temporada de 2021–22. A NHL anunciou em 30 de agosto que não optaria por sair e a NHLPA também concordou em 16 de setembro em não sair.

### Salary cap
O teto salarial é de US$81,5 milhões, conforme anunciado em 22 de junho de 2019.

### Expansão para Seattle
Devido à pandemia de COVID-19, a inauguração do Seattle Kraken foi adiada para 23 de julho de 2020. A equipe de expansão, programada para começar a jogar durante a temporada de 2021–22, originalmente planejava anunciar o nome do clube no início de 2020.
Ron Francis foi contratado como o primeiro gerente geral de Seattle em 17 de julho de 2019.

### Mudanças de regras
As seguintes mudanças de regras foram propostas em 19 de junho de 2019 e aprovadas no dia seguinte:
- A liga adotou a Regra David Leggio: mover deliberadamente as traves do gol para fora de suas ancoragens para interromper o jogo em um contra-ataque resultará em um gol concedido ao time atacante.
- No caso do gol ser inadvertidamente deslocada de suas ancoragens, ou se um disco disparado além da linha central for parado e congelado pelo goleiro, a disputa do disco será realizada na zona defensiva do goleiro, com a equipe ofensiva tendo a escolha do lado. Nesses casos, a equipe defensiva não poderá fazer uma mudança de linha.
- Um disco que sair de jogo na zona de ataque permanecerá na zona de ataque para a próxima disputa.
- Jogadores que perderem o capacete durante o jogo devem retornar ao banco assim que for possível até que o capacete possa ser substituído, ou o jogador deve recuperar seu capacete.
- Os árbitros de linha agora soltarão o disco no centro do gelo após os gols e no início da prorrogação, em vez dos árbitros principais.[12]

#### Expansão da revisão em vídeo:
- As equipes agora têm um número ilimitado de desafios do técnico, mas desafios fracassados resultarão em penalidades por atraso de jogo em vez da perda do tempo de pedido. O primeiro desafio fracassado resultará em uma penalidade menor de dois minutos e cada desafio fracassado subsequente resultará em uma penalidade dupla menor de quatro minutos.
- Uma equipe pode desafiar gols que ocorrem após jogadas na zona de ataque que deveriam ter resultado em uma interrupção antes de o disco entrar na rede. Interrupções perdidas incluem passes com a mão, discos tocados com o bastão acima da altura do ombro para um companheiro de equipe e discos que atingem a rede ou entram no banco de jogadores. A penalidade por atraso de jogo para discos que saem do gelo ainda não será revisável sob esta situação.
- Todas as penalidades por match e major, excluindo brigas, serão obrigatoriamente revisadas em vídeo; os oficiais terão autoridade para reduzir a penalidade para uma menor, dependendo do resultado da revisão, mas os árbitros não podem rescindir uma penalidade completamente.
- Os árbitros têm a opção de revisar penalidades duplas por high-sticking a seu critério e sem consulta com o vídeo.
- A liga elimina o uso de juízes de gol e atribui essas funções ao oficial de replay em vídeo interno.[13]

#### Modificação no procedimento de desempate
Para dar mais ênfase às vitórias no tempo regulamentar, as vitórias no tempo regulamentar (registradas em uma coluna RW adicional na classificação da liga) agora precederão as vitórias no tempo regulamentar e na prorrogação (ROW) no procedimento de desempate. A liga também adicionou os gols marcados como um novo critério de desempate.

### Tecnologia de rastreamento de jogadores e disco
Após testes no All-Star Game da NHL de 2019, a liga planejava implementar sistemas de rastreamento de jogadores e disco em todas as 31 arenas da NHL antes do início da temporada de 2019–20. Esta tecnologia foi desenvolvida em colaboração com a Organização alemã de pesquisa Fraunhofer-Gesellschaft, usando transmissores embutidos dentro dos discos e das camisas dos jogadores. Isso permite recursos visuais como exibições de velocidade, gráficos de rastreamento do disco e gráficos de marcação sobrepostos aos jogadores.
Em 5 de setembro de 2019, foi relatado que a liga substituiu seu parceiro tecnológico principal nos sistemas de rastreamento, e assim o sistema provavelmente não estaria totalmente operacional até os playoffs de 2020, no mínimo.

### Pessoas
Em 11 de novembro de 2019, a Sportsnet demitiu o comentarista de estúdio Don Cherry por comentários que sugeriam que imigrantes canadenses se beneficiavam dos sacrifícios de veteranos, mas não usavam Papoila da lembrança. O segmento "Coach's Corner" no Hockey Night in Canada foi cancelado na semana seguinte.
Essa foi a última temporada para o principal narrador da NBC, Mike Emrick. Ele anunciou sua aposentadoria da transmissão em 19 de outubro de 2020, após uma carreira de 47 anos.
O narrador do Carolina Hurricanes, John Forslund, foi substituído pelo repórter Mike Maniscalco antes dos playoffs da Stanley Cup de 2020. Forslund havia sido a voz televisiva da franquia Whalers/Hurricanes desde 1995 e também assumiu a narração de rádio em 2018 após a saída de Chuck Kaiton do cargo.

### Apostas esportivas
Como parte de suas renovações, o Philadelphia Flyers e o Wells Fargo Center anunciaram que o Rivers Casino Philadelphia (então SugarHouse Casino) se tornaria o parceiro oficial de casa de apostas esportivas do local. O local adicionou duas áreas de lounge com placares de odds para promover o aplicativo de apostas esportivas do cassino.

### Draft
O Draft da NHL de 2019 foi realizado nos dias 21 e 22 de junho de 2019, com Jack Hughes sendo selecionado como a primeira escolha geral pelo New Jersey Devils.

### Jogos de pré-temporada na Europa
Dois jogos de pré-temporada foram disputados na Europa. O Chicago Blackhawks enfrentou o Eisbären Berlin na Uber Arena em Berlim em 29 de setembro de 2019. O Philadelphia Flyers jogou contra o Lausanne HC na Vaudoise Aréna em Lausana, Suíça, em 30 de setembro de 2019.

### Prêmio de Gerente Geral do Ano
Em 19 de novembro de 2019, a NHL anunciou que renomearia o Prêmio de Gerente Geral do Ano em homenagem a Jim Gregory, ex-gerente geral do Toronto Maple Leafs e ex-executivo da NHL, falecido recentemente. O nome oficial foi alterado para "Prêmio Jim Gregory de Gerente Geral do Ano".

## Mudança de treinadores
| Antes da temporada   | Antes da temporada             | Antes da temporada | Antes da temporada |
| Time                 | 2018–19                        | 2019–20            | História |
| -------------------- | ------------------------------ | ------------------ | --- |
| Anaheim Ducks        | Randy Carlyle                  | Dallas Eakins      | Carlyle foi demitido em 10 de fevereiro de 2019, quase três anos em seu segundo período com o time. Ele conquistou a Stanley Cup em 2007, mas desde então levou o time aos playoffs apenas duas vezes. Carlyle tinha um recorde de 21–26–9 na época de sua demissão. O gerente geral Murray assumiu como treinador interino até o final da temporada. Murray encerrou a temporada com um recorde de 14–11–1. Eakins foi contratado em 17 de junho de 2019. Ele havia servido mais recentemente como treinador principal do San Diego Gulls da American Hockey League (AHL) de 2015 a 2019. |
| Buffalo Sabres       | Phil Housley                   | Ralph Krueger      | Housley foi demitido em 7 de abril de 2019, após duas temporadas e um recorde de 58–84–22 com os Sabres. Ele terminou sua primeira temporada na última posição e teve uma sequência de 10 vitórias na sua segunda temporada, apenas para colapsar e ficar de fora dos playoffs. Krueger foi contratado em 15 de maio de 2019. Ele não havia treinado hóquei no gelo em tempo integral desde sua única passagem anterior como treinador na NHL, uma meia temporada com o Edmonton Oilers em 2013, que terminou com sua demissão. |
| Edmonton Oilers      | Todd McLellan Ken Hitchcock    | Dave Tippett       | McLellan foi demitido em 20 de novembro de 2018, após começar a temporada com um recorde de 9–10–1. Ele havia sido o treinador principal dos Oilers desde a temporada de 2015–16, levando o time a um recorde de 123–119–24 e a um lugar nos playoffs em 2016–17. Hitchcock, um treinador com o terceiro maior número de vitórias na NHL, foi contratado após anunciar sua aposentadoria para substituir McLellan pelo restante da temporada. Ele foi demitido depois que Ken Holland se tornou o gerente geral dos Oilers em 7 de maio de 2019. Hitchcock encerrou a temporada com um recorde de 26–28–8, fora dos playoffs. Tippett foi contratado em 28 de maio. Ele havia sido o treinador principal do Arizona Coyotes de 2009 a 2017. |
| Florida Panthers     | Bob Boughner                   | Joel Quenneville   | Boughner foi demitido em 7 de abril de 2019. Em duas temporadas, os Panthers tiveram um recorde de 79–62–22 e nunca se classificaram para os playoffs sob o comando de Boughner. Em 8 de abril, Quenneville foi contratado como o novo treinador principal da equipe. Ele havia sido mais recentemente o treinador principal do Chicago Blackhawks (2008–2018), guiando-os a três títulos da Stanley Cup em 2010, 2013 e 2015. Ele acumulou um recorde geral de 797–452–249 com o time. |
| Los Angeles Kings    | John Stevens Willie Desjardins | Todd McLellan      | Stevens foi demitido em 4 de novembro de 2018, depois de começar a temporada com um recorde de 4–8–1, alcançando a primeira rodada dos playoffs em sua única temporada completa como treinador. O ex-treinador principal do Vancouver Canucks, Desjardins, foi nomeado treinador interino da equipe. Desjardins encerrou a temporada com um recorde de 27–34–8, fora dos playoffs. Em 16 de abril de 2019, a equipe contratou McLellan como o 29º treinador principal da franquia. McLellan havia sido mais recentemente o treinador principal do Edmonton Oilers (2015–2018). |
| Ottawa Senators      | Guy Boucher Marc Crawford      | D. J. Smith        | Boucher foi demitido em 1º de março de 2019, após três temporadas com o time, sendo sua melhor temporada a de 2016–17, quando a equipe chegou às finais da Conferência Leste. No momento de sua demissão, Boucher tinha um recorde de 22–37–5. Crawford, que anteriormente treinou o Dallas Stars, foi nomeado treinador interino dos Senators. Ele encerrou a temporada com um recorde de 7–10–1, fora dos playoffs. Em 23 de maio, a equipe contratou Smith como seu treinador principal. Ele havia sido mais recentemente assistente técnico do Toronto Maple Leafs. |
| Philadelphia Flyers  | Dave Hakstol Scott Gordon      | Alain Vigneault    | Hakstol foi demitido em 17 de dezembro de 2018, após três anos e meio com a equipe, onde os guiou para duas aparições nos playoffs. No momento de sua demissão, o time tinha um recorde de 12–15–4. O ex-treinador principal do New York Islanders, Gordon, foi nomeado treinador interino. Ele encerrou a temporada com um recorde de 25–22–4, fora dos playoffs. Vigneault foi contratado em 15 de abril de 2019. Ele havia sido mais recentemente o treinador principal do New York Rangers, guiando-os a um recorde de 226–147–37 em cinco temporadas (2013–2018). |
| St. Louis Blues      | Mike Yeo                       | Craig Berube       | Yeo foi demitido em 19 de novembro de 2018, após quase dois anos com a equipe e apenas uma participação nos playoffs. Berube, que havia sido assistente técnico dos Blues desde 2017, foi nomeado treinador principal interino. Após liderar os Blues para seu primeiro título da Stanley Cup em 2019, Berube foi confirmado como treinador principal permanente em 24 de junho de 2019. |
| Durante a temporada  |                                |                    | |
| Time                 | Antigo                         | Novo               | História |
| Calgary Flames       | Bill Peters                    | Geoff Ward         | Peters renunciou em 29 de novembro de 2019, após acusações de racismo feitas pelo ex-jogador do Rockford IceHogs, Akim Aliu, quando Peters treinava o clube da AHL uma década antes. Peters passou 1 temporada e meia com os Flames, registrando um recorde de 12–12–4 até o início da temporada, depois de alcançar a primeira rodada dos playoffs como primeira colocada na Conferência Oeste na temporada anterior. Ward, que era assistente técnico, foi nomeado treinador principal interino. |
| Dallas Stars         | Jim Montgomery                 | Rick Bowness       | Montgomery foi demitido em 10 de dezembro de 2019, devido a "conduta não profissional inconsistente com os valores fundamentais e crenças" dos Stars e da liga. Ele passou 1 temporada e meia com os Stars, registrando um recorde de 17–11–3 até o início da temporada, depois de alcançar a segunda rodada dos playoffs na temporada anterior. Bowness, que era assistente técnico, foi nomeado treinador principal interino. |
| Minnesota Wild       | Bruce Boudreau                 | Dean Evason        | Boudreau foi demitido em 14 de fevereiro de 2020, após 3 temporada e meia com a equipe, que havia registrado um recorde de 27–23–7 até o início da temporada. O Wild havia alcançado os playoffs nas duas primeiras temporadas de seu mandato em Minnesota, mas não se classificou para os playoffs desde a temporada de 2017–18. Evason, que servia como assistente técnico do Wild desde o início da temporada de 2018–19, foi imediatamente nomeado treinador principal interino. |
| Nashville Predators  | Peter Laviolette               | John Hynes         | Laviolette foi demitido em 6 de janeiro de 2020, após 5 temporadas e meia com a equipe, que havia registrado um recorde de 19–15–7 até o início da temporada. Os Predators chegaram aos playoffs em todas as cinco temporadas sob o comando de Laviolette, avançando para as finais da Stanley Cup de 2017 e conquistando o Troféu dos Presidentes na temporada de 2017–18. Hynes, que anteriormente serviu como treinador principal do New Jersey Devils, foi contratado em 7 de janeiro de 2020. |
| New Jersey Devils    | John Hynes                     | Alain Nasreddine   | Hynes foi demitido em 3 de dezembro de 2019, após 4 temporadas e meia com a equipe, que havia registrado um recorde de 9–13–4 até o início da temporada. Os Devils chegaram aos playoffs uma vez durante o período de Hynes, mas não avançaram além da primeira rodada em 2018. Nasreddine, que atuava como treinador assistente, foi nomeado treinador interino. |
| San Jose Sharks      | Peter DeBoer                   | Bob Boughner       | DeBoer foi demitido em 11 de dezembro de 2019, após 4 temporadas e meia com a equipe, que havia registrado um recorde de 15–16–2 até o início da temporada. Os Sharks se classificaram para os playoffs em todas as quatro temporadas anteriores sob o comando de DeBoer e avançaram para as Finais da Stanley Cup de 2016. Boughner, que atuava como treinador assistente, foi nomeado treinador interino. |
| Toronto Maple Leafs  | Mike Babcock                   | Sheldon Keefe      | Babcock foi demitido em 20 de novembro de 2019, após 4 temporadas e meia com a equipe, que havia registrado um recorde de 9–10–4 no início da temporada, depois de alcançar a primeira rodada dos playoffs nas três temporadas anteriores. Keefe, que havia sido o treinador principal do Toronto Marlies da AHL de 2015 a 2019, foi subsequentemente nomeado como o próximo treinador principal da equipe. |
| Vegas Golden Knights | Gerard Gallant                 | Peter DeBoer       | Gallant foi demitido em 15 de janeiro de 2020, após 2 temporadas e meia com a equipe, que havia registrado um recorde de 24–19–6 no início da temporada. Os Golden Knights haviam alcançado os playoffs em suas duas primeiras temporadas de existência, incluindo a chegada à final da Stanley Cup de 2018 em sua temporada de estreia. Gallant recebeu o Troféu Jack Adams naquela temporada. DeBoer, que havia sido demitido como treinador principal do San Jose Sharks um mês antes, foi subsequentemente nomeado como segundo treinador principal da equipe. |

## Mudança na diretoria
| Antes da temporada   | Antes da temporada | Antes da temporada | Antes da temporada |
| Time                 | 2018–19            | 2019–20            | História |
| -------------------- | ------------------ | ------------------ | --- |
| Detroit Red Wings    | Ken Holland        | Steve Yzerman      | Yzerman, que jogou toda sua carreira na NHL pelo Red Wings e já havia sido vice-presidente da equipe de 2006 a 2010, retornou como gerente geral em 19 de abril de 2019. |
| Edmonton Oilers      | Peter Chiarelli    | Ken Holland        | Chiarelli foi demitido em 22 de janeiro de 2019, após quatro anos como gerente geral dos Oilers. Holland foi contratado em 7 de maio de 2019. |
| Minnesota Wild       | Paul Fenton        | Bill Guerin        | Fenton foi demitido em 30 de julho de 2019, após um ano como gerente geral. Em 21 de agosto, foi anunciado que Guerin havia sido nomeado gerente geral dos Wild. |
| Vegas Golden Knights | George McPhee      | Kelly McCrimmon    | Em 2 de maio de 2019, McCrimmon foi promovido a gerente geral a partir de 1º de setembro de 2019. McPhee continuará como diretor de operações de hóquei dos Golden Knights, mas McCrimmon os representará nas reuniões gerais de gerentes da liga e será o ponto de contato para outros gerentes gerais.                |
| Durante a temporada  |                    |                    | |
| Time                 | Antigo             | Novo               | História |
| Arizona Coyotes      | John Chayka        | Bill Armstrong     | Chayka (após quatro anos com o time) renunciou inesperadamente enquanto o time se preparava para a Rodada de Qualificação da Stanley Cup de 2020. Durante a temporada de entressafra, em 17 de setembro de 2020, os Coyotes contrataram Armstrong, ex-assistente de GM do St. Louis Blues, como seu novo gerente geral. |
| New Jersey Devils    | Ray Shero          | Tom Fitzgerald     | Shero foi demitido em 12 de janeiro de 2020, após cinco anos como gerente geral dos Devils. Fitzgerald foi nomeado gerente geral interino. |

## Temporada regular
A temporada regular começou em 2 de outubro de 2019 e estava originalmente programada para terminar em 4 de abril de 2020, mas devido à pandemia de COVID-19, foi suspensa em 12 de março de 2020. Em 26 de maio de 2020, foi anunciado que a temporada regular não seria concluída.

### Jogos internacionais
Três jogos da temporada regular, conhecidos como NHL Global Series, foram realizados na Europa. O Chicago Blackhawks e o Philadelphia Flyers abriram a temporada regular em 4 de outubro de 2019, na O2 Arena em Praga. O Buffalo Sabres e o Tampa Bay Lightning jogaram dois jogos no Ericsson Globe em Estocolmo nos dias 8 e 9 de novembro de 2019.

### Jogos ao ar livre
Três jogos ao ar livre foram realizados durante a temporada de 2019-20:
- O Heritage Classic ocorreu em 26 de outubro de 2019, no Mosaic Stadium em Regina, Saskatchewan, com o Calgary Flames enfrentando o Winnipeg Jets.[75][76]
- O Winter Classic foi realizado em 1º de janeiro de 2020, no Cotton Bowl em Dallas, Texas, com o Nashville Predators enfrentando o Dallas Stars.[77][78]
- A Stadium Series ocorreu em 15 de fevereiro de 2020, no Falcon Stadium em Colorado Springs, Colorado, com o Los Angeles Kings enfrentando o Colorado Avalanche.[79][80]

### All-Star Game
O All-Star Game da NHL de 2020 foi realizado em St. Louis, Missouri, no Enterprise Center, casa do St. Louis Blues, em 25 de janeiro de 2020.

### Jogo adiado
O jogo entre St. Louis Blues e Anaheim Ducks em 11 de fevereiro de 2020, foi suspenso com empate de 1-1 faltando 7:50 para o final do primeiro período, depois que o defensor dos Blues, Jay Bouwmeester, desmaiou no banco devido a uma emergência médica causada por um episódio cardíaco. Ele passou por um procedimento de Cardioversor desfibrilhador implantável e foi colocado na lista de machucados. O jogo foi remarcado para 11 de março.

### COVID-19
À medida que a pandemia de COVID-19 se espalhava globalmente, surgiram preocupações de que grandes multidões em eventos esportivos poderiam propagar o vírus. No início de março de 2020, a NHL suspendeu o acesso da mídia aos vestiários. O San Jose Sharks planejavam jogar três partidas em casa sem torcedores a partir de 19 de março, seguindo a ordem de San Francisco que proibia aglomerações com mais de 1.000 pessoas. Enquanto isso, o Columbus Blue Jackets também propuseram jogar suas partidas em casa sem torcedores, devido à proibição do governador de Ohio, Mike DeWine, de grandes reuniões no estado.
Após a suspensão de todos os jogos da National Basketball Association (NBA) quando Rudy Gobert e outro jogador testaram positivo para COVID-19 no dia em que a Organização Mundial da Saúde declarou a doença como uma pandemia, a NHL agendou uma reunião para discutir a pausa da temporada. Em 12 de março, as sessões de treino da manhã e o acesso da mídia foram cancelados para todas as equipes. Pouco depois, foi anunciado que a temporada de 2019-20 estava sendo pausada indefinidamente. Isso se tornou a maior interrupção nos jogos regulares da NHL desde o lockout na temporada de 2012-13. Todos os jogadores e membros da equipe de hóquei foram solicitados a se auto-quarentenar em suas cidades de origem até novo aviso.
Em 17 de março, foi confirmado que um jogador do Ottawa Senators testou positivo para COVID-19. Quatro dias depois, em 21 de março, foi anunciado que um segundo jogador dos Senators também testou positivo para COVID-19. Além disso, dois jogadores do Colorado Avalanche também testaram positivo para o vírus. Em 4 de abril, data originalmente prevista para os últimos jogos da temporada regular, o comissário Gary Bettman participou de uma ligação com o presidente dos Estados Unidos, Donald Trump, e outros comissários esportivos para discutir o estado do mundo dos esportes.

### Retorno com formato de playoff modificado
Em 22 de maio, a liga e a Associação de Jogadores da NHL (NHLPA) concordaram com um esquema básico para realizar um torneio de playoff com 24 equipes sem a presença de público. Os detalhes do plano foram anunciados publicamente em 26 de maio. As posições seriam baseadas na porcentagem de pontos de cada clube quando a temporada foi interrompida em 12 de março (efetivamente cancelando o restante da temporada regular e tornando esta a primeira temporada na história da NHL em que algumas equipes jogaram mais jogos da temporada regular do que outras em um ano em que não houve uma equipe que desistisse durante a temporada regular). As quatro principais equipes de cada conferência receberiam um bye, enquanto as oito seguintes disputariam uma série melhor de cinco jogos. Muitos dos detalhes logísticos ainda precisavam ser negociados, incluindo protocolos de testes para COVID-19, vistos e se os jogos seriam realizados em uma ou mais "cidades bolha", já que a fronteira entre Canadá e Estados Unidos permaneceria fechada para viagens não essenciais até 21 de junho. Naquele mesmo dia, o governo dos Estados Unidos anunciou que atletas estrangeiros seriam isentos das proibições de viagem relacionadas à pandemia que ainda estavam em vigor.
Em 26 de maio, Bettman discutiu formalmente aspectos do "Plano de Retorno aos Jogos", incluindo o formato proposto de playoff com 24 equipes (com as quatro principais equipes de cada conferência participando de um round robin sob as regras de prorrogação da temporada regular para determinar suas posições), e modificações nos procedimentos para a Loteria do Draft. Aspectos do formato (como a possibilidade de uma série melhor de cinco jogos para a primeira e segunda rodada, e mudanças no emparelhamento) ainda estavam sendo negociados, mas foi declarado que as finais de conferência e as Finais da Stanley Cup continuariam sendo disputadas em uma série melhor de sete jogos. Bettman afirmou que pelo menos duas cidades bolha seriam utilizadas para os playoffs. Protocolos de saúde, testagem e segurança seriam implementados nestes locais.
Em 4 de junho, foi anunciado que a NHL e a NHLPA haviam aprovado aspectos do formato que ainda não haviam sido finalizados durante o briefing de 26 de maio. Foi confirmado que as primeiras e segundas rodadas utilizariam o formato melhor de sete jogos como de costume e todas as equipes seriam reclassificadas após cada rodada (para compensar a falta de vantagem de jogar em casa devido a todos os jogos serem disputados em um local neutro).
Foi relatado que a NHL planejava ter um anfitrião americano e um anfitrião canadense. No entanto, a Lei de Quarentena do Canadá na época exigia que todos os viajantes entrando no país se isolassem por 14 dias após a chegada. O vice-comissário Bill Daly afirmou que isso poderia impactar a capacidade de usar cidades anfitriãs no Canadá, a menos que essas questões pudessem ser resolvidas. Em 10 de junho, o primeiro-ministro da Colúmbia Britânica, John Horgan, declarou que a oficial médica provincial Bonnie Henry havia endossado protocolos propostos desenvolvidos pelo Vancouver Canucks em colaboração com autoridades locais, e que estes estavam sendo enviados ao primeiro-ministro Justin Trudeau para aprovação federal. Isso incluía permitir à NHL restringir seu acesso ao público em geral.
Em 24 de junho, a Sportsnet reportou que a candidatura de Vancouver tinha sido complicada por discordâncias sobre os protocolos para casos positivos. No dia seguinte, Richard Zussman da Global BC relatou que a NHL tinha "seguido em frente, por enquanto" de Vancouver, e estava aumentando seu foco em Edmonton e Toronto como potenciais locais. Embora Las Vegas inicialmente fosse considerada uma das principais opções, um aumento nos casos em Nevada e outros estados dos EUA levou a relatos em 1º de julho de que a NHL tinha decidido por Edmonton e Toronto como os locais escolhidos.
Em 10 de julho, a NHL confirmou que havia ratificado acordos com a NHLPA para iniciar os playoffs em 1º de agosto, com conclusão prevista para o início de outubro. Os jogos seriam sediados em Edmonton (primeiras rodadas da Conferência Oeste, Finais da Conferência e Finais da Stanley Cup) e Toronto (primeiras rodadas da Conferência Leste). A liga também renovou seu acordo de negociação coletiva (CBA) por mais quatro temporadas, que inclui um aumento nos salários mínimos dos jogadores e a deferência de 10% dos salários dos jogadores para a temporada de 2020–21 (a ser pago ao longo de três temporadas a partir de 2022–23).

## Classificação

### Conferência Leste
| Pos | Time                  | J  | V  | D  | Gols Feitos | Gols Sofridos | Saldo | PCT  | Qualificação                                                                    |
| --- | --------------------- | -- | -- | -- | ----------- | ------------- | ----- | ---- | ------------------------------------------------------------------------------- |
| 1   | Boston Bruins         | 70 | 44 | 14 | 227         | 174           | +53   | .714 | Avançou para a round-robin da Stanley Cup de 2020                               |
| 2   | Tampa Bay Lightning   | 70 | 43 | 21 | 245         | 195           | +50   | .657 | Avançou para a round-robin da Stanley Cup de 2020                               |
| 3   | Washington Capitals   | 69 | 41 | 20 | 240         | 215           | +25   | .652 | Avançou para a round-robin da Stanley Cup de 2020                               |
| 4   | Philadelphia Flyers   | 69 | 41 | 21 | 232         | 196           | +36   | .645 | Avançou para a round-robin da Stanley Cup de 2020                               |
| 5   | Pittsburgh Penguins   | 69 | 40 | 23 | 224         | 196           | +28   | .623 | Classificado para a rodada de classificação dos playoffs da Stanley Cup de 2020 |
| 6   | Carolina Hurricanes   | 68 | 38 | 25 | 222         | 193           | +29   | .596 | Classificado para a rodada de classificação dos playoffs da Stanley Cup de 2020 |
| 7   | New York Islanders    | 68 | 35 | 23 | 192         | 193           | −1    | .588 | Classificado para a rodada de classificação dos playoffs da Stanley Cup de 2020 |
| 8   | Toronto Maple Leafs   | 70 | 36 | 25 | 238         | 227           | +11   | .579 | Classificado para a rodada de classificação dos playoffs da Stanley Cup de 2020 |
| 9   | Columbus Blue Jackets | 70 | 33 | 22 | 180         | 187           | −7    | .579 | Classificado para a rodada de classificação dos playoffs da Stanley Cup de 2020 |
| 10  | Florida Panthers      | 69 | 35 | 26 | 231         | 228           | +3    | .565 | Classificado para a rodada de classificação dos playoffs da Stanley Cup de 2020 |
| 11  | New York Rangers      | 70 | 37 | 28 | 234         | 222           | +12   | .564 | Classificado para a rodada de classificação dos playoffs da Stanley Cup de 2020 |
| 12  | Montreal Canadiens    | 71 | 31 | 31 | 212         | 221           | −9    | .500 | Classificado para a rodada de classificação dos playoffs da Stanley Cup de 2020 |
| 13  | Buffalo Sabres        | 69 | 30 | 31 | 195         | 217           | −22   | .493 |                                                                                 |
| 14  | New Jersey Devils     | 69 | 28 | 29 | 189         | 230           | −41   | .493 |                                                                                 |
| 15  | Ottawa Senators       | 71 | 25 | 34 | 191         | 243           | −52   | .437 |                                                                                 |
| 16  | Detroit Red Wings     | 71 | 17 | 49 | 145         | 267           | −122  | .275 |                                                                                 |

### Conferência Oeste
| Pos | Time                 | J  | V  | D  | Gols Feitos | Gols Sofridos | Saldo | PCT  | Qualificação                                                                    |
| --- | -------------------- | -- | -- | -- | ----------- | ------------- | ----- | ---- | ------------------------------------------------------------------------------- |
| 1   | St. Louis Blues      | 71 | 42 | 19 | 225         | 193           | +32   | .662 | Avançou para a round-robin da Stanley Cup de 2020                               |
| 2   | Colorado Avalanche   | 70 | 42 | 20 | 237         | 191           | +46   | .657 | Avançou para a round-robin da Stanley Cup de 2020                               |
| 3   | Vegas Golden Knights | 71 | 39 | 24 | 227         | 211           | +16   | .606 | Avançou para a round-robin da Stanley Cup de 2020                               |
| 4   | Dallas Stars         | 69 | 37 | 24 | 180         | 177           | +3    | .594 | Avançou para a round-robin da Stanley Cup de 2020                               |
| 5   | Edmonton Oilers      | 71 | 37 | 25 | 225         | 217           | +8    | .585 | Classificado para a rodada de classificação dos playoffs da Stanley Cup de 2020 |
| 6   | Nashville Predators  | 69 | 35 | 26 | 215         | 217           | −2    | .565 | Classificado para a rodada de classificação dos playoffs da Stanley Cup de 2020 |
| 7   | Vancouver Canucks    | 69 | 36 | 27 | 228         | 217           | +11   | .565 | Classificado para a rodada de classificação dos playoffs da Stanley Cup de 2020 |
| 8   | Calgary Flames       | 70 | 36 | 27 | 210         | 215           | −5    | .564 | Classificado para a rodada de classificação dos playoffs da Stanley Cup de 2020 |
| 9   | Winnipeg Jets        | 71 | 37 | 28 | 216         | 203           | +13   | .563 | Classificado para a rodada de classificação dos playoffs da Stanley Cup de 2020 |
| 10  | Minnesota Wild       | 69 | 35 | 27 | 220         | 220           | 0     | .558 | Classificado para a rodada de classificação dos playoffs da Stanley Cup de 2020 |
| 11  | Arizona Coyotes      | 70 | 33 | 29 | 195         | 187           | +8    | .529 | Classificado para a rodada de classificação dos playoffs da Stanley Cup de 2020 |
| 12  | Chicago Blackhawks   | 70 | 32 | 30 | 212         | 218           | −6    | .514 | Classificado para a rodada de classificação dos playoffs da Stanley Cup de 2020 |
| 13  | Anaheim Ducks        | 71 | 29 | 33 | 187         | 226           | −39   | .472 |                                                                                 |
| 14  | Los Angeles Kings    | 70 | 29 | 35 | 178         | 212           | −34   | .457 |                                                                                 |
| 15  | San Jose Sharks      | 70 | 29 | 36 | 182         | 226           | −44   | .450 |                                                                                 |

### Desempate:
1. Menor número de jogos disputados (apenas durante a temporada regular)
2. Maior número de vitórias no tempo regulamentar
3. Maior número de vitórias no tempo regulamentar e na prorrogação (excluindo vitórias nos tiros de shootout)
4. Maior número total de vitórias (incluindo shootouts)
5. Maior número de pontos conquistados nos jogos diretos; se as equipes jogaram um número ímpar de jogos diretos, o resultado do primeiro jogo no gelo da equipe com jogo extra em casa é descartado.
6. Maior diferença de gols (diferença entre gols a favor e gols contra)
7. Maior número de gols marcados

## Playoffs

### Round-robin
Os quatro principais times de cada conferência jogaram uma rodada de grupos separada para determinar seu posicionamento na primeira rodada. Esses jogos foram disputados com regras de prorrogação e shootout da temporada regular, acumulando pontos como na temporada regular. Em caso de empate na classificação da rodada de grupos, o critério de porcentagem de pontos da temporada regular foi utilizado para desempate.

#### Conferência Leste
| Pos | Time         | J | V | D | PCT   | Gols Feitos | Gols Sofridos | Saldo | Pts |     | PHI      | TBL      | WSH | BOS |
| --- | ------------ | - | - | - | ----- | ----------- | ------------- | ----- | --- | --- | -------- | -------- | --- | --- |
| 1   | Philadelphia | 3 | 3 | 0 | 0.645 | 11          | 3             | +8    | 6   | —   | 4–1      | 3–1      | 4–1 |     |
| 2   | Tampa Bay    | 3 | 2 | 1 | 0.657 | 7           | 8             | −1    | 4   | 1–4 | —        | 3–2 (SO) | 3–2 |     |
| 3   | Washington   | 3 | 1 | 1 | 0.652 | 5           | 7             | −2    | 3   | 1–3 | 2–3 (SO) | —        | 2–1 |     |
| 4   | Boston       | 3 | 0 | 3 | 0.714 | 4           | 9             | −5    | 0   | 1–4 | 2–3      | 1–2      | —   |     |

#### Conferência Oeste
| Pos | Time      | J | V | D | PCT   | Gols Feitos | Gols Sofridos | Saldo | Pts |          | VGK      | COL      | DAL      | STL |
| --- | --------- | - | - | - | ----- | ----------- | ------------- | ----- | --- | -------- | -------- | -------- | -------- | --- |
| 1   | Vegas     | 3 | 3 | 0 | 0.606 | 15          | 10            | +5    | 6   | —        | 4–3 (OT) | 5–3      | 6–4      |     |
| 2   | Colorado  | 3 | 2 | 0 | 0.657 | 9           | 5             | +4    | 5   | 3–4 (OT) | —        | 4–0      | 2–1      |     |
| 3   | Dallas    | 3 | 1 | 2 | 0.594 | 5           | 10            | −5    | 2   | 3–5      | 0–4      | —        | 2–1 (SO) |     |
| 4   | St. Louis | 3 | 0 | 2 | 0.662 | 6           | 10            | −4    | 1   | 4–6      | 1–2      | 1–2 (SO) | —        |     |

Fonte:

### Chaveamento das Conferências

#### Conferência Leste
|  | Qualifying | Qualifying   | Qualifying |   |            | Primeira Rodada | Primeira Rodada | Primeira Rodada |           |   | Segunda Rodada | Segunda Rodada | Segunda Rodada |  |   | Finais       | Finais | Finais |
|  |            |              |            |   |            |                 |                 |                 |           |   |                |                |                |  |   |              |        |        |
|  |            |              |            |   |            | 1               | Philadelphia    | 4               |           |   |                |                |                |  |   |              |        |        |
|  | 8          | Montreal     | 1          |   |            |                 |                 |                 |           |   |                |                |                |  |   |              |        |        |
|  | 8          | Montreal     | 1          | 5 | Pittsburgh | 1               |                 |                 |           | 1 | Philadelphia   | 3              |                |  |   |              |        |        |
|  |            |              |            | 5 | Pittsburgh | 1               |                 |                 |           | 1 | Philadelphia   | 3              |                |  |   |              |        |        |
|  | 12         | Montreal     | 3          |   |            |                 | 6               | NY Islanders    | 4         |   |                |                |                |  |   |              |        |        |
|  | 12         | Montreal     | 3          | 2 | Tampa Bay  | 4               | 6               | NY Islanders    | 4         |   |                |                |                |  |   |              |        |        |
|  |            |              |            | 2 | Tampa Bay  | 4               |                 |                 |           |   |                |                |                |  |   |              |        |        |
|  | 6          | Carolina     | 3          |   |            | 7               | Columbus        | 1               |           |   |                |                |                |  |   |              |        |        |
|  | 11         | NY Rangers   | 0          |   |            |                 |                 |                 |           |   |                |                |                |  | 6 | NY Islanders | 2      |        |
|  |            |              |            |   |            |                 |                 | 2               | Tampa Bay | 4 |                |                |                |  |   |              |        |        |
|  |            |              |            |   |            | 3               | Washington      | 1               |           |   |                |                |                |  |   |              |        |        |
|  |            |              |            |   |            | 6               | NY Islanders    | 4               |           |   |                |                |                |  |   |              |        |        |
|  | 7          | NY Islanders | 3          |   |            | 6               | NY Islanders    | 4               |           | 2 | Tampa Bay      | 4              |                |  |   |              |        |        |
|  | 7          | NY Islanders | 3          |   |            |                 |                 |                 |           | 2 | Tampa Bay      | 4              |                |  |   |              |        |        |
|  | 10         | Florida      | 1          |   |            |                 | 4               | Boston          | 1         |   |                |                |                |  |   |              |        |        |
|  | 10         | Florida      | 1          | 4 | Boston     | 4               | 4               | Boston          | 1         |   |                |                |                |  |   |              |        |        |
|  |            |              |            | 4 | Boston     | 4               |                 |                 |           |   |                |                |                |  |   |              |        |        |
|  | 8          | Toronto      | 2          |   |            | 5               | Carolina        | 1               |           |   |                |                |                |  |   |              |        |        |
|  | 9          | Columbus     | 3          |   |            |                 |                 |                 |           |   |                |                |                |  |   |              |        |        |

#### Conferência Oeste
|  | Qualifying | Qualifying | Qualifying |   |           | Primeira Rodada | Primeira Rodada | Primeira Rodada |        |   | Segunda Rodada | Segunda Rodada | Segunda Rodada |  |   | Finais | Finais | Finais |
|  |            |            |            |   |           |                 |                 |                 |        |   |                |                |                |  |   |        |        |        |
|  |            |            |            |   |           | 1               | Vegas           | 4               |        |   |                |                |                |  |   |        |        |        |
|  | 8          | Chicago    | 1          |   |           |                 |                 |                 |        |   |                |                |                |  |   |        |        |        |
|  | 8          | Chicago    | 1          | 5 | Edmonton  | 1               |                 |                 |        | 1 | Vegas          | 4              |                |  |   |        |        |        |
|  |            |            |            | 5 | Edmonton  | 1               |                 |                 |        | 1 | Vegas          | 4              |                |  |   |        |        |        |
|  | 12         | Chicago    | 3          |   |           |                 | 5               | Vancouver       | 3      |   |                |                |                |  |   |        |        |        |
|  | 12         | Chicago    | 3          | 2 | Colorado  | 4               | 5               | Vancouver       | 3      |   |                |                |                |  |   |        |        |        |
|  |            |            |            | 2 | Colorado  | 4               |                 |                 |        |   |                |                |                |  |   |        |        |        |
|  | 6          | Nashville  | 1          |   |           | 7               | Arizona         | 1               |        |   |                |                |                |  |   |        |        |        |
|  | 11         | Arizona    | 3          |   |           |                 |                 |                 |        |   |                |                |                |  | 1 | Vegas  | 1      |        |
|  |            |            |            |   |           |                 |                 | 3               | Dallas | 4 |                |                |                |  |   |        |        |        |
|  |            |            |            |   |           | 3               | Dallas          | 4               |        |   |                |                |                |  |   |        |        |        |
|  |            |            |            |   |           | 6               | Calgary         | 2               |        |   |                |                |                |  |   |        |        |        |
|  | 7          | Vancouver  | 3          |   |           | 6               | Calgary         | 2               |        | 2 | Colorado       | 3              |                |  |   |        |        |        |
|  | 7          | Vancouver  | 3          |   |           |                 |                 |                 |        | 2 | Colorado       | 3              |                |  |   |        |        |        |
|  | 10         | Minnesota  | 1          |   |           |                 | 3               | Dallas          | 4      |   |                |                |                |  |   |        |        |        |
|  | 10         | Minnesota  | 1          | 4 | St. Louis | 2               | 3               | Dallas          | 4      |   |                |                |                |  |   |        |        |        |
|  |            |            |            | 4 | St. Louis | 2               |                 |                 |        |   |                |                |                |  |   |        |        |        |
|  | 8          | Calgary    | 3          |   |           | 5               | Vancouver       | 4               |        |   |                |                |                |  |   |        |        |        |
|  | 9          | Winnipeg   | 1          |   |           |                 |                 |                 |        |   |                |                |                |  |   |        |        |        |

#### Stanley Cup
|  | Stanley Cup Finals |           |   |
|  |                    |           |   |
|  | Tampa Bay          | Tampa Bay | 4 |
|  | Dallas             | Dallas    | 2 |

## Estatisticas

### Líderes de pontuação
Os seguintes jogadores lideraram a liga em pontos na temporada regular ao término da mesma.
| Jogadores        | Time               | J  | A  | Pts |
| ---------------- | ------------------ | -- | -- | --- |
| Leon Draisaitl   | Edmonton Oilers    | 71 | 67 | 110 |
| Connor McDavid   | Edmonton Oilers    | 64 | 63 | 97  |
| David Pastrnak   | Boston Bruins      | 70 | 47 | 95  |
| Artemi Panarin   | New York Rangers   | 69 | 63 | 95  |
| Nathan MacKinnon | Colorado Avalanche | 69 | 58 | 93  |

### Principais goleiros
Os seguintes goleiros lideraram a liga em média de gols sofridos na temporada regular ao término dos jogos disputados até 11 de março de 2020, com pelo menos 1.740 minutos jogados.
| Player           | Team                  | J  | V  | D  | Gols Contra | % de defesa | GAA  |
| ---------------- | --------------------- | -- | -- | -- | ----------- | ----------- | ---- |
| Tuukka Rask      | Boston Bruins         | 41 | 26 | 8  | 85          | .929        | 2.12 |
| Darcy Kuemper    | Arizona Coyotes       | 29 | 16 | 11 | 65          | .928        | 2.22 |
| Elvis Merzlikins | Columbus Blue Jackets | 33 | 13 | 9  | 71          | .923        | 2.35 |
| Jaroslav Halak   | Boston Bruins         | 31 | 18 | 6  | 73          | .919        | 2.39 |
| Pavel Francouz   | Colorado Avalanche    | 34 | 21 | 7  | 77          | .923        | 2.41 |

## Prêmios
Devido à pandemia de COVID-19, a NHL não realizou uma cerimônia anual de premiação para esta temporada. Em vez disso, os prêmios individuais foram entregues durante as duas rodadas finais dos playoffs da Stanley Cup. A votação concluiu imediatamente após o fim da temporada regular. Prêmios baseados em estatísticas, como o Troféu Art Ross, Troféu Maurice "Rocket" Richard, Troféu William M. Jennings e Troféu dos Presidentes, são anunciados ao final da temporada regular. O Troféu Príncipe de Gales e o Troféu Clarence S. Campbell são apresentados ao final das finais das Conferências Leste e Oeste, respectivamente. A Stanley Cup e o Troféu Conn Smythe são apresentados ao final da Stanley Cup Finals.
| Prêmio                                                             | Vencedor                                                                | Vice/Finalista                                                                |
| ------------------------------------------------------------------ | ----------------------------------------------------------------------- | ----------------------------------------------------------------------------- |
| Stanley Cup                                                        | Tampa Bay Lightning                                                     | Dallas Stars                                                                  |
| Troféu dos Presidentes (Melhor recorde da temporada regular)       | Boston Bruins                                                           | St. Louis Blues                                                               |
| Troféu Príncipe de Gales (Campeão da Conferência Leste)            | Tampa Bay Lightning                                                     | New York Islanders                                                            |
| Troféu Clarence S. Campbell (Campeão da Conferência Oeste)         | Dallas Stars                                                            | Vegas Golden Knights                                                          |
| Troféu Art Ross (Jogador com mais pontos)                          | Leon Draisaitl (Edmonton Oilers)                                        | Connor McDavid (Edmonton Oilers)                                              |
| Troféu Bill Masterton (Perseverança, Esportividade e Dedicação)    | Bobby Ryan (Ottawa Senators)                                            | Stephen Johns (Dallas Stars) Oskar Lindblom (Philadelphia Flyers)             |
| Troféu Memorial Calder (Melhor novato)                             | Cale Makar (Colorado Avalanche)                                         | Quinn Hughes (Vancouver Canucks) Dominik Kubalik (Chicago Blackhawks)         |
| Troféu Conn Smythe (MVP dos playoffs)                              | Victor Hedman (Tampa Bay Lightning)                                     | Brayden Point (Tampa Bay Lightning)                                           |
| Troféu Frank J. Selke (Melhor jogador defensivo)                   | Sean Couturier (Philadelphia Flyers)                                    | Patrice Bergeron (Boston Bruins) Ryan O'Reilly (St. Louis Blues)              |
| Troféu Memorial Hart (MVP da Temporada regular)                    | Leon Draisaitl (Edmonton Oilers)                                        | Nathan MacKinnon (Colorado Avalanche) Artemi Panarin (New York Rangers)       |
| Troféu Jack Adams (Melhor técnico)                                 | Bruce Cassidy (Boston Bruins)                                           | John Tortorella (Columbus Blue Jackets) Alain Vigneault (Philadelphia Flyers) |
| Troféu James Norris Memorial (Melhor defenceman)                   | Roman Josi (Nashville Predators)                                        | John Carlson (Washington Capitals) Victor Hedman (Tampa Bay Lightning)        |
| Troféu King Clancy Memorial (Liderança e contribuição humanitária) | Mathew Dumba (Minnesota Wild)                                           | Henrik Lundqvist (New York Rangers) P. K. Subban (New Jersey Devils)          |
| Troféu Memorial Lady Byng (Esportividade e excelência)             | Nathan MacKinnon (Colorado Avalanche)                                   | Auston Matthews (Toronto Maple Leafs) Ryan O'Reilly (St. Louis Blues)         |
| Prêmio Ted Lindsay (Melhor jogador pela Associação de Jogadores)   | Leon Draisaitl (Edmonton Oilers)                                        | Nathan MacKinnon (Colorado Avalanche) Artemi Panarin (New York Rangers)       |
| Troféu Mark Messier (Liderança e atividades comunitárias)          | Mark Giordano (Calgary Flames)                                          | N/A                                                                           |
| Troféu Maurice "Rocket" Richard (Jogador com mais gols)            | Alexander Ovechkin (Washington Capitals) David Pastrnak (Boston Bruins) | Auston Matthews (Toronto Maple Leafs)                                         |
| Prêmio Jim Gregory de General Geral do Ano (Melhor General Geral)  | Lou Lamoriello (New York Islanders)                                     | Julien BriseBois (Tampa Bay Lightning) Jim Nill (Dallas Stars)                |
| Troféu Vezina (Melhor goleiro)                                     | Connor Hellebuyck (Winnipeg Jets)                                       | Tuukka Rask (Boston Bruins) Andrei Vasilevskiy (Tampa Bay Lightning)          |
| Troféu William M. Jennings (Goleiro(s) que sofreu menos gols)      | Tuukka Rask e Jaroslav Halak (Boston Bruins)                            | Ben Bishop e Anton Khudobin (Dallas Stars)                                    |

### All-Star Team
| Posição | Primeira-Equipe                   | Segunda-Equipe                       |   | Position                                | Novatos |
| ------- | --------------------------------- | ------------------------------------ | - | --------------------------------------- | ------- |
| G       | Connor Hellebuyck, Winnipeg Jets  | Tuukka Rask, Boston Bruins           | G | Elvis Merzlikins, Columbus Blue Jackets |         |
| D       | John Carlson, Washington Capitals | Victor Hedman, Tampa Bay Lightning   | D | Quinn Hughes, Vancouver Canucks         |         |
| D       | Roman Josi, Nashville Predators   | Alex Pietrangelo, St. Louis Blues    | D | Cale Makar, Colorado Avalanche          |         |
| C       | Leon Draisaitl, Edmonton Oilers   | Nathan MacKinnon, Colorado Avalanche | F | Dominik Kubalik, Chicago Blackhawks     |         |
| RW      | David Pastrnak, Boston Bruins     | Nikita Kucherov, Tampa Bay Lightning | F | Victor Olofsson, Buffalo Sabres         |         |
| LW      | Artemi Panarin, New York Rangers  | Brad Marchand, Boston Bruins         | F | Nick Suzuki, Montreal Canadiens         |         |

## Marcas Históricas

### Primeiros Jogos
Aqui está uma lista de jogadores notáveis que fizeram seu primeiro jogo na NHL durante a temporada de 2019-20, listados com seus primeiros times.
| Player          | Team                | Notability |
| --------------- | ------------------- | --- |
| David Ayres     | Carolina Hurricanes | Um goleiro reserva de emergência, jogou 29 minutos pelo Hurricanes contra o Toronto Maple Leafs em 22 de fevereiro.                 |
| Adam Fox        | New York Rangers    | Vencedor do Trófeu James Norris Memorial, três vezes selecionado para o All-Star Team e duas vezes selecionado para o All-Star Game |
| Jack Hughes     | New Jersey Devils   | Primeira escolha do Draft da NHL de 2019, três vezes selecionado para o All-Star Game                                               |
| Jason Robertson | Dallas Stars        | Uma vez selecionado para o All-Star Game e para a Equipe de Novatos                                                                 |
| Igor Shesterkin | New York Rangers    | Vencedor do Troféu Vezina, uma vez selecionado para o All-Star Team e duas vezes para o All-Star Game                               |

### Últimos jogos
| Player           | Team                 | Notability |
| ---------------- | -------------------- | --- |
| Ben Bishop       | Dallas Stars         | Duas vezes selecionado para o All-Star Team e uma vez selecionado para o All-Star Game |
| Jay Bouwmeester  | St. Louis Blues      | 1,240 jogos, duas vezes All-Star Team, membro do Triple Gold Club |
| Colby Cave       | Edmonton Oilers      | Faleceu em 11 de abril após sofrer uma hemorragia cerebral quatro dias antes. |
| Corey Crawford   | Chicago Blackhawks   | Duas vezes vencedor do Troféu William M. Jennings, duas vezes selecionado para o All-Star Game |
| Trevor Daley     | Detroit Red Wings    | 1,058 jogos na NHL |
| Deryk Engelland  | Vegas Golden Knights | Vencedor do Troféu Mark Messier Leadership |
| Mike Green       | Edmonton Oilers      | Duas vezes selecionado para o All-Star Team, duas vezes selecionado para o All-Star Game |
| Dan Hamhuis      | Nashville Predators  | 1,148 jogos na NHL |
| Jimmy Howard     | Detroit Red Wings    | Três vezes selecionado para o All-Star Game |
| Henrik Lundqvist | New York Rangers     | Vencedor do Troféu Vezina, duas vezes selecionado para o All-Star Team, cinco vezes selecionado para o All-Star Game, Time da década de 2010 da NHL, Lidera os goleiros europeus em vitórias (459) e jogos (887) |
| Brent Seabroo    | Chicago Blackhawks   | 1,114 jogos na NHL, uma vez selecionado para o All-Star Game |
| Alexander Steen  | St. Louis Blues      | 1,018 jogos na NHL |
| Justin Williams  | Carolina Hurricanes  | 1,264 jogos na NHL, Vencedor do Troféu Conn Smythe winner, uma vez selecionado para o All-Star Game |

## Recordes
- Em 8 de outubro de 2019, o defensor do Florida Panthers, Keith Yandle, se tornou o quinto jogador na história da NHL e o primeiro nascido nos Estados Unidos a jogar 800 jogos consecutivos.[129]
- Em 12 de outubro de 2019, o atacante do Arizona Coyotes, Phil Kessel, disputou seu milésimo jogo na NHL, se tornando o 338º jogador a alcançar essa marca.[130]
- Em 20 de outubro de 2019, o treinador do Winnipeg Jets, Paul Maurice, conquistou sua 700ª vitória, sendo o sétimo treinador a alcançar essa marca.[131]
- Em 3 de novembro de 2019, o atacante do Anaheim Ducks, Ryan Getzlaf, jogou seu milésimo jogo na NHL, se tornando o 339º jogador a alcançar essa marca.[132]
- Em 5 de novembro de 2019, o defensor do Boston Bruins, Zdeno Chara, jogou seu 1,500º jogo na NHL.[133]
- Em 13 de novembro de 2019, o atacante do Dallas Stars, Corey Perry, jogou seu milésimo jogo na NHL, se tornando o 340º jogador a alcançar essa marca.[134]
- Em 16 de novembro de 2019, o treinador do Florida Panthers, Joel Quenneville, conquistou sua 900ª vitória, sendo o segundo treinador na história da NHL a alcançar essa marca.[135]
- Em 1º de dezembro de 2019, os atacantes do Edmonton Oilers, Connor McDavid e Leon Draisaitl, se tornaram o primeiro par de companheiros de equipe a alcançar 50 pontos em 29 jogos desde Mario Lemieux, Jaromir Jagr e Ron Francis com o Pittsburgh Penguins na temporada de 1995-96.[136]
- Em 15 de dezembro de 2019, o atacante do Minnesota Wild, Eric Staal, se tornou o 89º jogador na história da NHL a marcar 1000 pontos.[137]
- Em 9 de janeiro de 2020, o goleiro do Nashville Predators, Pekka Rinne, se tornou o 12º goleiro na história da NHL a marcar um gol em um jogo da NHL.[138]
- Em 19 de janeiro de 2020, o atacante do Chicago Blackhawks, Patrick Kane, se tornou o 90º jogador na história da NHL a marcar 1000 pontos.[139]
- Em 1º de fevereiro de 2020, o atacante do Detroit Red Wings, Valtteri Filppula, jogou seu milésimo jogo na NHL, se tornando o 345º jogador a alcançar essa marca.[140]
- Em 4 de fevereiro de 2020, o atacante do San Jose Sharks, Joe Thornton, se tornou o 14º jogador a marcar 1,500 pontos na NHL.[141]
- Em 7 de fevereiro de 2020, o goleiro novato do Columbus Blue Jackets, Elvis Merzlikins, se tornou o primeiro goleiro novato a ter cinco jogos sem sofrer gols em um intervalo de oito jogos desde Frank Brimsek (1938-39).
- Em 22 de fevereiro de 2020, o atacante do Washington Capitals, Alexander Ovechkin, marcou seu 700º gol na carreira, se tornando o oitavo jogador a alcançar essa marca.[142]
- Em 11 de agosto de 2020, o goleiro do Columbus Blue Jackets, Joonas Korpisalo, estabeleceu um recorde moderno da NHL com 85 defesas em um único jogo, superando Kelly Hrudey em 1987.[143]
- Em 26 de setembro de 2020, o atacante do Dallas Stars, Joe Pavelski, marcou seu 61º gol nos playoffs, superando Joe Mullen como o maior artilheiro dos playoffs por um jogador nascido nos Estados Unidos.[144]